# Serjania cornigera
Serjania cornigera là một loài thực vật có hoa trong họ Bồ hòn. Loài này được Turcz. miêu tả khoa học đầu tiên năm 1859.